# Plectophloeus erichsoni
Plectophloeus erichsoni är en skalbaggsart som först beskrevs av Aubé 1844.  Plectophloeus erichsoni ingår i släktet Plectophloeus, och familjen kortvingar. Arten har ej påträffats i Sverige.